# I'm Your Angel
I'm Your Angel är en låt av R&B-sångaren R. Kelly och popsångerskan Celine Dion, utgiven på hans album R. och hennes julalbum These Are Special Times. Låten var en stor succé över hela världen och blev etta i USA.